# Jan Sixt z Lerchenfelsu
Jan Sixt z Lerchenfelsu, rodným jménem Jan Šoltýs, psán také Joannes Sixtus Pragensis, (kolem roku 1550 Praha – 3. listopadu 1629 Litoměřice) byl český římskokatolický kněz, hudebník a skladatel.

## Studium
Byl synem pražského staroměstského radního, datum narození není s jistotou známo. Dříve udávané „kolem 1550“ bývá zpochybňováno tím, že ho nacházíme jako prvního jmenovaného mezi členy pražského bartolomějského konviktu v roce 1574. Chlapci obvykle chodili do školy mezi šestým a osmým rokem života, z čehož by plynulo narození v rozmezí let 1566–1568.
Od roku 1584 zpěvák (puer musicus) na dvoře Rudolfa II. v Praze.
Své známé dílo Te Deum laudamus zkomponoval, podle svých slov, už v roce 1590. V roce 1592 byl imatrikulován na pražské univerzitě do třídy rhetores, která odpovídala poslednímu ročníku před zahájením filozofických studií.
V roce 1594 se přesunul do Olomouce, kde se později stal správcem kůru při jezuitském kostele. V roce 1596 píše matrika olomoucké jezuitské koleje, že Jan Sixt byl promován bakalářem filozofie a o rok později dosáhl též titulu magistra neboli doktora či licenciáta filozofie. K tomuto akademickému úspěchu mu Franciscus Molerus věnoval své dílo Mellicum poema a císařská kapela vydala příležitostný tisk s oslavnou skladbou.

## Kněžské působení a hudební dílo
Na kněze byl vysvěcen v roce 1598. V souvislosti s jeho primicí (první mší svatou) bývalí olomoučtí univerzitní kolegové připojili poetické blahopřání.
Dílo Luscinia colestis z roku 1599 tituluje Jana Sixta jako apoštolského notáře a kaplana u arcibiskupa pražského. V edici Smijersově je uváděn v katalogu dvořanů jako Hofkaplan und capellnsinger od 16. června 1599 až do roku 1602 s poznámkou Altist. Sixtovo jméno se pak pravidelně uvádí až do roku 1614 mezi těmi, kdo jako členové císařské kapely pobírali plat.
Roku 1601 byl povýšen do šlechtického stavu a byl obdařen erbem. Ovšem dále se Jan Sixt věnoval především církevním službám. V roce 1602 získal funkci arcidiákona plzeňského v Katedrále svatého Bartoloměje. V tomto úřadu prokázal údajně velkou zdatnost a zároveň takt při plnění rekatolizačních záměrů pražského arcibiskupa. Postupně pak získával i další prebendy. Kanovníkem katedrály svatého Víta, Václava a Vojtěcha v Praze byl slavnostně instalován 12. 8. 1605. Tam povýšil na kanovníka-seniora a v roce 1613 se stal scholastikem. Postupně mu přibyly kanonikáty i ve Staré Boleslavi a bazilice svatého Petra a Pavla na Vyšehradě, kde od roku 1613 zastával funkci kapitulního děkana.
Má nespornou zásluhu o zvelebení liturgického zpěvu. Zachoval se například antifonář s přípisem Syxtus decanus, který nechal nově svázat. Spolu s kanovníkem Danielem Uhrem, předchůdcem v litoměřické kapitule, podnikl v roce 1612 cestu do Bavorska, odkud přivezli mimo jiné i výtisk životopisu sv. Jana Evangelisty, který Jan Sixt přeložil do češtiny. Dále vydal tiskem stařičké Benedicamen Johannes postquam senuit známé jako středověký dvojhlas. Zde má podobu jednohlasé kostelní písně, ovšem vedle latinském textu stojí také český překlad.
Jan Sixt byl oblíbeným kazatelem. Připomíná se, že jedné jeho pohřební řeči naslouchal i císař Rudolf II. Některá z jeho kázání vyšla později tiskem (např. roku 1609 kázání nad mrtvým tělem pana Kryštofa Popela z Lobkovic Aquila funebris. Vydáno česky.)

## Zvelebení liturgické hudby
V září roku 1617 byl jmenován 50. proboštem litoměřickým. Tento úřad užíval císař jako odměnu pro své oblíbence, dvorní kaplany nebo diplomy. Nelze popřít, že i Jan Sixt zřejmě získal proboštský titul jako “výsluhu” za služby u dvora. Litoměřická prebenda mu skýtala i hmotné zázemí avšak nebyla jen efektním doplňkem jeho jména, protože Jan Sixt se svému úřadu skutečně věnoval.
Litoměřická kapitula byla v hospodářské krizi a nebyla schopna odvádět ani požadované daně. Statky, které jí patřily, byly zabrány městem či nekatolickými pány, s nimiž byl Jan Sixt kvůli tomu často v konfliktu. Budovy na litoměřickém kapitulním pahorku byly ve špatné stavu a navíc byly poškozeny i požárem v roce 1627.
Jeho snaha však směřovala také k zvelebení úrovně liturgické hudby, pro kterou angažoval např. Václava Balbína z Křety. Tím dostal od literáta Czerwenky i označení musicorum et poetarum moecenas. Svou náboženskou misii v Litoměřicích chápal v duchu rekatolizace, čímž rozumíme pozvnesení a upevnění “pravé víry”. Místní prostředí bylo totiž ji sto let zcela nekatolické. Zde se projevilo Sixtovo jezuitské vychování. V roce 1623 předložil císaři v podobě pěti artyklů plán, který se nesl v duchu evangelijní mírnosti a nenásilí. Jedním z požadavků bylo obnovit katolické farnosti a zajistit dostatek katolických kněží, protože mnohde platilo, že obyvatelé byli takové víry, jakého měli duchovního. Přechod od protestantské víry mohl být tedy zcela nenásilný a přirozený.
V témže roce byl Jan Sixt povýšen do rytířského stavu a jmenován členem císařské rady. Ihned po vydání Obnoveného zřízení zemského, díky němuž katolické duchovenstvo získalo pozici prvního ze stavů, vymohl na Ferdinandovi II. privilegium, aby probošt litoměřický zasedal na zemské sněmu na čestném místě hned po arcibiskupovi.
V litoměřické kapitule se snažil ustanovit nový německý kanonikát pro silnou německy mluvící část obyvatelstva, která byla totiž odkázána na protestantské duchovní. Mimo jiné zakládal mariánské legie a zval jezuitské kazatele, kteří delší či kratší dobu v Litoměřicích působili. V roce 1625 ustanovil v Litoměřicích jezuitskou misijní stanici a dal tak základ budoucí koleje.
Uvědomoval si důležitost knihtisku a proto, pro šíření informací a formaci duší, založil v Litoměřicích soukromou tiskárnu, jednu z mála soukromých tiskáren v zemi, kde vydával náboženskou lituraturu a překládal životopisy svatých. V jeho tiskárně posléze vznikl oslavný sborník v němž nacházíme všechny dochované Sixtovy hudební skladby. Sborník vydal ve své tiskárně 24. září 1626 u příležitosti oslavy vítězství vojsk katolické ligy nad dánským králem Kristiánem IV. u Bitva u Lutteru. Je jich celkem devět: Te Deum, Sanctus, Miserere, Canticum, Magnificat, Da pacem, Sonett i Italiani a 4 voci, Un altro Sonetto a 4 lingue della bataglia di Praga (který je oslavnou písní k vítězství císaře Ferdinanda II. v bitvě na Bílé Hoře) a další kratší sonety.
Později zvítězila i v Litoměřicích tvrdší metoda státní rekatolizace, než navrhoval Sixt, prováděná Jiřím Vilémem z Vacínova a Ondřejem Kotvou z Freifeldu. Ti vykonávali soudy a konfiskovali majetek, takže mezi lety 1626–1627 Litoměřice opustilo asi 500 nejbohatších rodin do exilu. Významná vrstva obyvatelstva byla tímto postupem tak ztracena.
Jan Sixt z Lerchenfelsu zemřel v Litoměřicích 3. listopadu 1629. Nekrolog mu věnoval i Bohuslav Balbín, s nímž byl v přátelském vztahu. V roce 1624 měl totiž Sixt poradit Balbínově matce, aby s nemocným Bohuslavem putovala na severočeské poutní místo Krupka. Tam se mladý Balbín zázračně uzdravil.